# 凯尔泰斯·伊姆雷
凯尔泰斯·伊姆雷（匈牙利語：Kertész Imre，發音：[ˈkɛrteːs ˈimrɛ]；1929年11月9日—2016年3月31日），匈牙利作家，生於匈牙利布達佩斯，2002年诺贝尔文学奖获得者。

## 生平与作品
凯尔泰斯1929年11月9日生于布达佩斯 ，父亲是木头商人，母亲是小职员。因為出身於猶太人家庭，1944年被纳粹投入奥斯威辛集中营，1945年获得解救，1953年起長住布達佩斯，為自由作家，從事小說、散文與戲劇寫作。1975年，他的首部小说《无命运的人生》（Sorstalanság，台灣譯「非關命運」，以他在集中营生活为背景。2002年因该部作品获得诺贝尔文学奖，获奖理由为“对脆弱的个人在对抗强大的野蛮强权时的痛苦经历进行了深入的刻画，而其自传体文学风格也具有独特性”。《无命运的人生》是他最著名的作品，它与长篇自传体小说《惨败》、《为一个未出生的孩子哭祷》一起被称为凯尔泰斯大屠杀小说三部曲。其他作品还有中篇小说集《英国旗》、《苦役日记》、《大屠殺文化》、《行刑者裝子彈時的片刻沉默》，散文集《作为一种文化的大屠杀》、《被放逐的语言》等。

## 作品列表
- 无命运的人生Sorstalanság (1975)
- 寻踪者A nyomkereső (1977)
- 侦探故事Detektívtörténet (1977)
- 惨败A kudarc (1988)
- 给未出生的孩子做安息祷告Kaddis a meg nem született gyermekért (1990)
- 英国旗Az angol lobogó (elbeszélés, 1991)
- 船夫日记Gályanapló (1992)
- 协议Jegyzőkönyv (1993)
- 大屠杀文化A holocaust mint kultúra (esszé, 1993)
- 另一个人Valaki más: a változás krónikája (1997)
- A gondolatnyi csend, amíg a kivégzőosztag újratölt (1998)
- 被放逐的语言A száműzött nyelv (2001)
- 清算Felszámolás (2003)
- K. dosszié (2006)
- 世界公民与朝圣者（该隐与亚伯）Világpolgár és zarándok (Káin és Ábel) (2007)
- Európa nyomasztó öröksége (2008)
- A megfogalmazás kalandja (2009)
- Haldimann-levelek (levelezése Eva Haldimann-nal; 2010)
- Mentés másként (a szerző 2001 és 2003 között írt naplója; 2011)
- A végső kocsma (2014)
- 观众A néző (2016)

## 已出版的中文译本
- 周從郁/譯，《非關命運》，台北市：天下遠見出版，2003年。
- 楊永前/譯，《清算》，台北市：台灣商務，2004年，Imre Kertesz译为“因惹·卡尔特斯”。
- 许衍艺/译，《无命运的人生》，大陆：凤凰出版传媒集团，2010年1月。
- 余泽民/译，《英国旗》，大陆：作家出版社，2003年6月。
- 余泽民/译，《另一个人》，大陆：作家出版社，2003年9月。
- 余泽民/译，《命运无常 : 同名小说电影剧本》，大陆：作家出版社，2004年2月。
- 余泽民/译，《船夫日记》，大陆：作家出版社，2004年9月。

大陆上海译文出版社于2005年出版了《凯尔泰斯·伊姆雷作品集》，共3册：
- 许衍艺/译，《无命运的人生》，大陆，上海译文出版社，2005年10月。
- 宋健飞/译，《给未出生的孩子做安息祷告》，大陆，上海译文出版社，2005年10月。
- 卫茂平/译，《惨败》，大陆，上海译文出版社，2005年10月。